# Deciméteres hullám

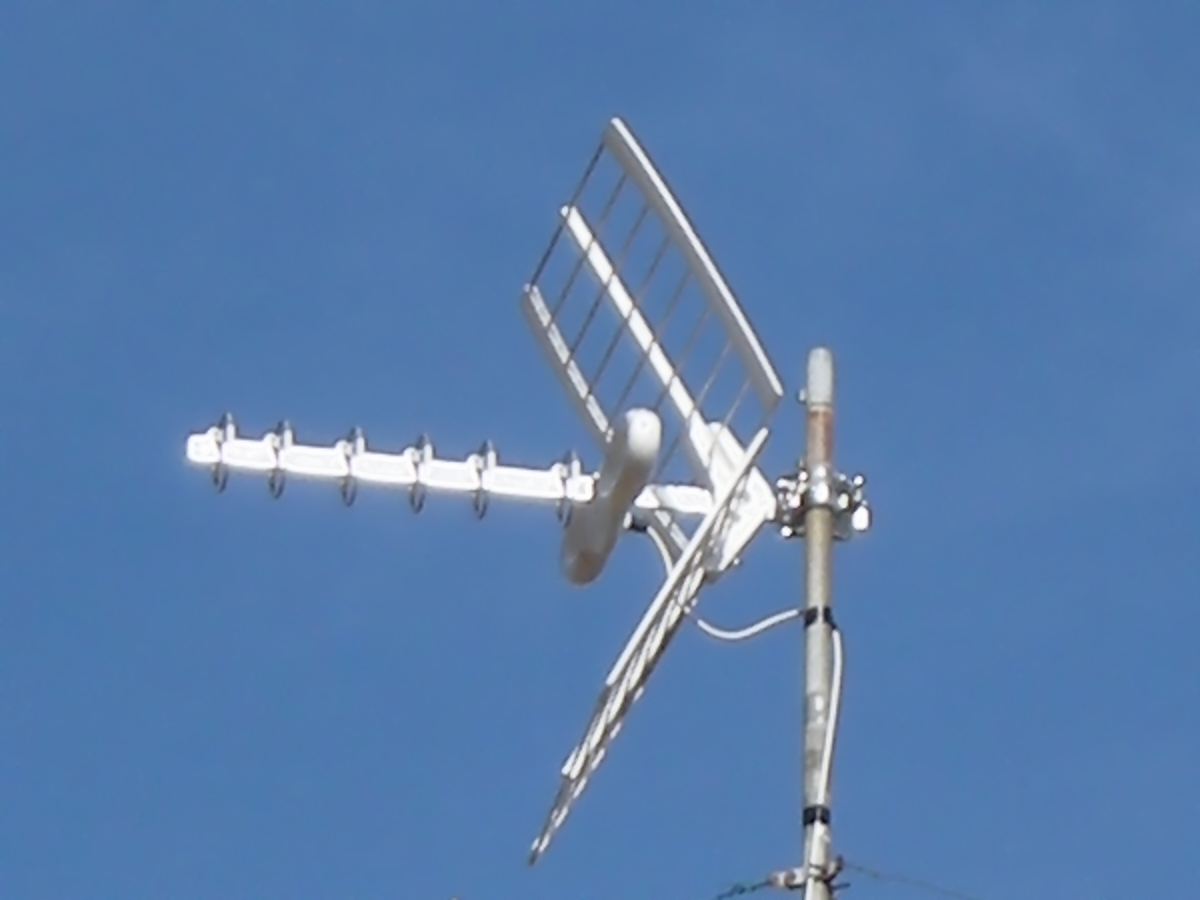
UHF antenna

A deciméteres hullám az 10 cm és 1m közötti hullámhosszú elektromágneses sugárzás. A deciméteres hullámú rádiófrekvenciás sugárzás frekvenciatartománya 300 – 3000 MHz. Általánosan elterjedt az UHF rövidítés, amely az angol Ultra High Frequency elnevezésből származik. A magyar nyelvű szakirodalomban létezik még a DMH rövidítés is.
Az 1 GHz fölötti sávrészt nevezik mikrohullámnak is, a szupermagas (SHF) és az extrém-magas (EHF) frekvenciákkal egy kategóriában. Nem összetévesztendő a mikrométeres hullámokkal, amelyek már az infravörös tartományban vannak. A deciméteres hullámok a mikrohullámú sáv L és az S sáv alsó részét fedi.

## Terjedése[3]
A deciméteres hullámok a fényhez hasonlóan, egyenes vonalban terjednek. Ezt a terjedést kvázioptikai terjedésnek is nevezzük. Földfelszíni rádiófrekvenciás felhasználása ebből következően leginkább rádióhorizonton belüli közvetlen hullámú terjedésre korlátozódik.
A deciméteres hullámtartományban nincs felületi hullámterjedés.
A légkörben állandóan jelen lévő globuláris inverziókról részlegesen visszaverődik, így lehet számolni troposzférikus szóródás utján történő terjedéssel is. Ennek kihasználására nagy adóteljesítményre van szükség.
A deciméteres hullámok nagy felületű tereptárgyakról visszaverődnek, ha lapos a beesési szögük.
A talajreflexió a deciméteres hullámokra is hatással van, viszont a talaj antennára gyakorolt hatása a hullámhosszból adódóan jelentéktelen.
A légkörben időszakosan kialakuló réteges inverziók nincsenek hatással a deciméteres hullámokra. Továbbá nincs hatással sem az ionoszféra állapota, sem a napfolttevékenység, így elmondható, hogy a deciméteres hullámok terjedési tulajdonságai meglehetősen stabilak.
1.4 GHz frekvencia környékén van egy keskenysávú, un. hidrogénablak, ebben a frekvenciatartományban a hidrogén semmilyen hatással nincs a terjedésre, ezért a világűrben ez a keskenysávú tartomány csillapítatlanul tud terjedni. Az űrkutatásban kiemelt fontosságú ez a tartomány.
2.4 GHz frekvenciájú hullámokat a vízmolekulák elnyelik, így a vízpára és a köd erős csillapítást gyakorol ezen frekvenciájú rádióhullámokra. Ezt a tulajdonságát használják ki a mikrohullámú sütők. Továbbá ezt a 2.4 GHz körüli keskeny frekvenciatartományt jelölték ki kis hatótávolságú, leginkább beltéri átvitelre.   

## Deciméteres hullámú elektromágneses hullámok előállátása
Nagyfrekvenciás rezgések hagyományos, rezgőkörön alapuló oszcillátorokkal 1.5 GHz frekvenciáig előállíthatóak.
Ha nagy pontosságú frekvenciára van szükség, akkor az előállítható kisebb frekvenciájú, rezgőkvarc alapú oszcillátorral, melyet frekvenciasokszorozóval többszöröznek a kívánt frekvenciára.
Nagyobb teljesítményű, deciméteres hullámtartományba eső nagyfrekvenciás váltóáramot klisztronnal vagy magnetronnal lehet előállítani.
Deciméteres hullámtartományba eső rezgések pontos és folyamatosan hangolható előállítására legújabban az SDR (Software Defined Radio) technológia is kínál lehetőségeket.
A deciméteres hullámú, leginkább 1 GHz-nél nagyobb frekvenciájú jelek nagyobb teljesítményű erősítésére alkalmas félvezetők költségesek.

## Felhasználása
A hullámhosszából eredően, deciméteres hullámok adására vagy vételére észszerű méretekkel készíthetők nagyobb nyereségű antennák, mindezek mellett az antennaelemek kialakítása erre a sávra még nem igényel precíziós ipari technológiát.
Hagyományos tápvonalakban még elfogadható veszteséggel terjed, főként az 1 GHz-es tartomány alá eső sávrész akár nagyobb távolságokra is elvezethető koaxiális kábellel.
A deciméteres hullámok terjedési tulajdonsága kisebb sávrészektől eltekintve, a teljes sávon egységes, és a sáv frekvenciatartománya is széles, ez lehetővé teszi a sokcsatornás, multiplex, vagy szélessávú digitális átvitelt.  

### Deciméteres hullámok felhasználása a távközlésben
- Műsorszórás
- PMR rádió
- Amatőr rádiózás:  deciméteres hullámú rádióamatőrsávok

### Deciméteres hullámok felhasználása hálózati átvitelre
- Wi-Fi
- Bluetooth
- WiMax
- GSM, GPRS, 2G, 3G, 4G, LTE, 5G

### Deciméteres hullámok felhasználása helymeghatározásra
- GPS
- Galileo
- Glonass
- BeiDou

### Egyéb vezeték nélküli alkalmazások
- Időjárásállomások összeköttetése kültéri szenzorokkal
- Rádiótávirányítás
- Vezeték nélküli kamerarendszerek

### Egyéb alkalmazások
- Mikrohullámú sütő
- Rádiócsillagászat
- SETI
- Rádiólokátor

## Felosztása[4]
| ITU-1 | ITU-2 | ITU-3 | Magyarország |
| --- | --- | --- | --- |
| 312–315 MHz 1. ÁLLANDÓHELYŰ 2. MOZGÓ 3. Műholdas mozgó (Föld–űr irány) | 312–315 MHz 1. ÁLLANDÓHELYŰ 2. MOZGÓ 3. Műholdas mozgó (Föld–űr irány) | 312–315 MHz 1. ÁLLANDÓHELYŰ 2. MOZGÓ 3. Műholdas mozgó (Föld–űr irány) | 312–315 MHz 1. ÁLLANDÓHELYŰ 2. MOZGÓ 3. Műholdas mozgó (Föld–űr irány) |
| 315–322 MHz 1. ÁLLANDÓHELYŰ 2. MOZGÓ | 315–322 MHz 1. ÁLLANDÓHELYŰ 2. MOZGÓ | 315–322 MHz 1. ÁLLANDÓHELYŰ 2. MOZGÓ | 315–322 MHz 1. ÁLLANDÓHELYŰ 2. MOZGÓ |
| 322–328,6 MHz 1. ÁLLANDÓHELYŰ 2. MOZGÓ 3. RÁDIÓCSILLAGÁSZAT | 322–328,6 MHz 1. ÁLLANDÓHELYŰ 2. MOZGÓ 3. RÁDIÓCSILLAGÁSZAT | 322–328,6 MHz 1. ÁLLANDÓHELYŰ 2. MOZGÓ 3. RÁDIÓCSILLAGÁSZAT | 322–328,6 MHz 1. ÁLLANDÓHELYŰ 2. MOZGÓ 3. RÁDIÓCSILLAGÁSZAT |
| 328,6–335,4 MHz 1. LÉGI RÁDIÓNAVIGÁCIÓ | 328,6–335,4 MHz 1. LÉGI RÁDIÓNAVIGÁCIÓ | 328,6–335,4 MHz 1. LÉGI RÁDIÓNAVIGÁCIÓ | 328,6–335,4 MHz 1. LÉGI RÁDIÓNAVIGÁCIÓ |
| 335,4–387 MHz 1. ÁLLANDÓHELYŰ 2. MOZGÓ | 335,4–387 MHz 1. ÁLLANDÓHELYŰ 2. MOZGÓ | 335,4–387 MHz 1. ÁLLANDÓHELYŰ 2. MOZGÓ | 335,4–387 MHz 1. ÁLLANDÓHELYŰ 2. MOZGÓ |
| 387–390 MHz 1. ÁLLANDÓHELYŰ 2. MOZGÓ 3. Műholdas mozgó (űr–Föld irány) | 387–390 MHz 1. ÁLLANDÓHELYŰ 2. MOZGÓ 3. Műholdas mozgó (űr–Föld irány) | 387–390 MHz 1. ÁLLANDÓHELYŰ 2. MOZGÓ 3. Műholdas mozgó (űr–Föld irány) | 387–390 MHz 1. ÁLLANDÓHELYŰ 2. MOZGÓ 3. Műholdas mozgó (űr–Föld irány) |
| 390–399,9 MHz 1. ÁLLANDÓHELYŰ 2. MOZGÓ | 390–399,9 MHz 1. ÁLLANDÓHELYŰ 2. MOZGÓ | 390–399,9 MHz 1. ÁLLANDÓHELYŰ 2. MOZGÓ | 390–399,9 MHz 1. ÁLLANDÓHELYŰ 2. MOZGÓ |
| 399,9–400,05 MHz 1. MŰHOLDAS MOZGÓ (Föld–űr irány) | 399,9–400,05 MHz 1. MŰHOLDAS MOZGÓ (Föld–űr irány) | 399,9–400,05 MHz 1. MŰHOLDAS MOZGÓ (Föld–űr irány) | 399,9–400,05 MHz 1. MŰHOLDAS MOZGÓ (Föld–űr irány) |
| 400,05–400,15 MHz 1. MŰHOLDAS HITELES FREKVENCIA ÉS ÓRAJEL | 400,05–400,15 MHz 1. MŰHOLDAS HITELES FREKVENCIA ÉS ÓRAJEL | 400,05–400,15 MHz 1. MŰHOLDAS HITELES FREKVENCIA ÉS ÓRAJEL | 400,05–400,15 MHz 1. ÁLLANDÓHELYŰ 2. MŰHOLDAS HITELES FREKVENCIA ÉS ÓRAJEL 3. MOZGÓ |
| 400,15–401 MHz 1. METEOROLÓGIA 2. MŰHOLDAS METEOROLÓGIA (űr–Föld irány) 3. MŰHOLDAS MOZGÓ (űr–Föld irány) 4. ŰRKUTATÁS (űr–Föld irány) 5. Űrbeli üzemeltetés (űr–Föld irány)                                  | 400,15–401 MHz 1. METEOROLÓGIA 2. MŰHOLDAS METEOROLÓGIA (űr–Föld irány) 3. MŰHOLDAS MOZGÓ (űr–Föld irány) 4. ŰRKUTATÁS (űr–Föld irány) 5. Űrbeli üzemeltetés (űr–Föld irány)                                                                                | 400,15–401 MHz 1. METEOROLÓGIA 2. MŰHOLDAS METEOROLÓGIA (űr–Föld irány) 3. MŰHOLDAS MOZGÓ (űr–Föld irány) 4. ŰRKUTATÁS (űr–Föld irány) 5. Űrbeli üzemeltetés (űr–Föld irány)                                                                                | 400,15–401 MHz 1. METEOROLÓGIA 2. ÁLLANDÓHELYŰ 3. MŰHOLDAS METEOROLÓGIA (űr–Föld irány) 4. MOZGÓ 5. MŰHOLDAS MOZGÓ (űr–Föld irány) 6. ŰRKUTATÁS (űr–Föld irány) 7. Űrbeli üzemeltetés (űr–Föld irány)                                                                                  |
| 401–402 MHz 1. METEOROLÓGIA 2. ŰRBELI ÜZEMELTETÉS (űr–Föld irány) 3. MŰHOLDAS FÖLD-KUTATÁS (Föld–űr irány) 4. MŰHOLDAS METEOROLÓGIA (Föld–űr irány) 5. Állandóhelyű 6. Mozgó, a légi mozgó kivételével        | 401–402 MHz 1. METEOROLÓGIA 2. ŰRBELI ÜZEMELTETÉS (űr–Föld irány) 3. MŰHOLDAS FÖLD-KUTATÁS (Föld–űr irány) 4. MŰHOLDAS METEOROLÓGIA (Föld–űr irány) 5. Állandóhelyű 6. Mozgó, a légi mozgó kivételével                                                      | 401–402 MHz 1. METEOROLÓGIA 2. ŰRBELI ÜZEMELTETÉS (űr–Föld irány) 3. MŰHOLDAS FÖLD-KUTATÁS (Föld–űr irány) 4. MŰHOLDAS METEOROLÓGIA (Föld–űr irány) 5. Állandóhelyű 6. Mozgó, a légi mozgó kivételével                                                      | 401–402 MHz 1. METEOROLÓGIA 2. ŰRBELI ÜZEMELTETÉS (űr–Föld irány) 3. MŰHOLDAS FÖLD-KUTATÁS (Föld–űr irány) 4. MŰHOLDAS METEOROLÓGIA (Föld–űr irány) 5. Állandóhelyű 6. Mozgó, a légi mozgó kivételével                                                                                 |
| 402–403 MHz 1. METEOROLÓGIA 2. MŰHOLDAS FÖLD-KUTATÁS (Föld–űr irány) 3. MŰHOLDAS METEOROLÓGIA (Föld–űr irány) 4. Állandóhelyű 5. Mozgó, a légi mozgó kivételével                                              | 402–403 MHz 1. METEOROLÓGIA 2. MŰHOLDAS FÖLD-KUTATÁS (Föld–űr irány) 3. MŰHOLDAS METEOROLÓGIA (Föld–űr irány) 4. Állandóhelyű 5. Mozgó, a légi mozgó kivételével                                                                                            | 402–403 MHz 1. METEOROLÓGIA 2. MŰHOLDAS FÖLD-KUTATÁS (Föld–űr irány) 3. MŰHOLDAS METEOROLÓGIA (Föld–űr irány) 4. Állandóhelyű 5. Mozgó, a légi mozgó kivételével                                                                                            | 402–403 MHz 1. METEOROLÓGIA 2. MŰHOLDAS FÖLD-KUTATÁS (Föld–űr irány) 3. MŰHOLDAS METEOROLÓGIA (Föld–űr irány) 4. Állandóhelyű 5. Mozgó, a légi mozgó kivételével |
| 403–406 MHz 1. METEOROLÓGIA 2. Állandóhelyű 3. Mozgó, a légi mozgó kivételével | 403–406 MHz 1. METEOROLÓGIA 2. Állandóhelyű 3. Mozgó, a légi mozgó kivételével | 403–406 MHz 1. METEOROLÓGIA 2. Állandóhelyű 3. Mozgó, a légi mozgó kivételével | 403–406 MHz 1. METEOROLÓGIA 2. Állandóhelyű 3. Mozgó, a légi mozgó kivételével |
| 406–406,1 MHz 1. MŰHOLDAS MOZGÓ (Föld–űr irány) | 406–406,1 MHz 1. MŰHOLDAS MOZGÓ (Föld–űr irány) | 406–406,1 MHz 1. MŰHOLDAS MOZGÓ (Föld–űr irány) | 406–406,1 MHz 1. MŰHOLDAS MOZGÓ (Föld–űr irány) |
| 406,1–410 MHz 1. ÁLLANDÓHELYŰ 2. MOZGÓ, a légi mozgó kivételével 3. RÁDIÓCSILLAGÁSZAT | 406,1–410 MHz 1. ÁLLANDÓHELYŰ 2. MOZGÓ, a légi mozgó kivételével 3. RÁDIÓCSILLAGÁSZAT | 406,1–410 MHz 1. ÁLLANDÓHELYŰ 2. MOZGÓ, a légi mozgó kivételével 3. RÁDIÓCSILLAGÁSZAT | 406,1–410 MHz 1. ÁLLANDÓHELYŰ 2. MOZGÓ, a légi mozgó kivételével 3. RÁDIÓCSILLAGÁSZAT |
| 410–420 MHz 1. ÁLLANDÓHELYŰ 2. MOZGÓ, a légi mozgó kivételével 3. ŰRKUTATÁS (űr–űr irány) | 410–420 MHz 1. ÁLLANDÓHELYŰ 2. MOZGÓ, a légi mozgó kivételével 3. ŰRKUTATÁS (űr–űr irány) | 410–420 MHz 1. ÁLLANDÓHELYŰ 2. MOZGÓ, a légi mozgó kivételével 3. ŰRKUTATÁS (űr–űr irány) | 410–420 MHz 1. ÁLLANDÓHELYŰ 2. MOZGÓ, a légi mozgó kivételével 3. ŰRKUTATÁS (űr–űr irány) |
| 420–430 MHz 1. ÁLLANDÓHELYŰ 2. MOZGÓ, a légi mozgó kivételével 3. Rádiólokáció | 420–430 MHz 1. ÁLLANDÓHELYŰ 2. MOZGÓ, a légi mozgó kivételével 3. Rádiólokáció | 420–430 MHz 1. ÁLLANDÓHELYŰ 2. MOZGÓ, a légi mozgó kivételével 3. Rádiólokáció | 420–430 MHz 1. ÁLLANDÓHELYŰ 2. MOZGÓ, a légi mozgó kivételével 3. Rádiólokáció |
| 430–432 MHz 1. AMATŐR 2. RÁDIÓLOKÁCIÓ | 430–432 MHz 1. RÁDIÓLOKÁCIÓ 2. Amatőr | 430–432 MHz 1. RÁDIÓLOKÁCIÓ 2. Amatőr | 430–432 MHz 1. AMATŐR 2. ÁLLANDÓHELYŰ 3. RÁDIÓLOKÁCIÓ |
| 432–438 MHz 1. AMATŐR 2. RÁDIÓLOKÁCIÓ 3. Műholdas Föld-kutatás (aktív) | 432–438 MHz 1. RÁDIÓLOKÁCIÓ 2. Amatőr 3. Műholdas Föld-kutatás (aktív) | 432–438 MHz 1. RÁDIÓLOKÁCIÓ 2. Amatőr 3. Műholdas Föld-kutatás (aktív) | 432–438 MHz 1. AMATŐR 2. ÁLLANDÓHELYŰ 3. RÁDIÓLOKÁCIÓ 4. Műholdas Föld-kutatás (aktív) |
| 438–440 MHz 1. AMATŐR 2. RÁDIÓLOKÁCIÓ | 438–440 MHz 1. RÁDIÓLOKÁCIÓ 2. Amatőr | 438–440 MHz 1. RÁDIÓLOKÁCIÓ 2. Amatőr | 438–440 MHz 1. AMATŐR 2. ÁLLANDÓHELYŰ 3. RÁDIÓLOKÁCIÓ |
| 440–450 MHz 1. ÁLLANDÓHELYŰ 2. MOZGÓ, a légi mozgó kivételével 3. Rádiólokáció | 440–450 MHz 1. ÁLLANDÓHELYŰ 2. MOZGÓ, a légi mozgó kivételével 3. Rádiólokáció | 440–450 MHz 1. ÁLLANDÓHELYŰ 2. MOZGÓ, a légi mozgó kivételével 3. Rádiólokáció | 440–450 MHz 1. ÁLLANDÓHELYŰ 2. MOZGÓ, a légi mozgó kivételével 3. Rádiólokáció |
| 450–455 MHz 1. ÁLLANDÓHELYŰ 2. MOZGÓ | 450–455 MHz 1. ÁLLANDÓHELYŰ 2. MOZGÓ | 450–455 MHz 1. ÁLLANDÓHELYŰ 2. MOZGÓ | 450–455 MHz 1. ÁLLANDÓHELYŰ 2. MOZGÓ |
| 455–456 MHz 1. ÁLLANDÓHELYŰ 2. MOZGÓ | 455–456 MHz 1. ÁLLANDÓHELYŰ 2. MOZGÓ 3. MŰHOLDAS MOZGÓ (Föld–űr irány) | 455–456 MHz 1. ÁLLANDÓHELYŰ 2. MOZGÓ | 455–456 MHz 1. ÁLLANDÓHELYŰ 2. MOZGÓ |
| 456–459 MHz 1. ÁLLANDÓHELYŰ 2. MOZGÓ | 456–459 MHz 1. ÁLLANDÓHELYŰ 2. MOZGÓ | 456–459 MHz 1. ÁLLANDÓHELYŰ 2. MOZGÓ | 456–459 MHz 1. ÁLLANDÓHELYŰ 2. MOZGÓ |
| 459–460 MHz 1. ÁLLANDÓHELYŰ 2. MOZGÓ | 459–460 MHz 1. ÁLLANDÓHELYŰ 2. MOZGÓ 3. MŰHOLDAS MOZGÓ (Föld–űr irány) | 459–460 MHz 1. ÁLLANDÓHELYŰ 2. MOZGÓ | 459–460 MHz 1. ÁLLANDÓHELYŰ 2. MOZGÓ |
| 460–470 MHz 1. ÁLLANDÓHELYŰ 2. MOZGÓ 3. Műholdas meteorológia (űr–Föld irány) | 460–470 MHz 1. ÁLLANDÓHELYŰ 2. MOZGÓ 3. Műholdas meteorológia (űr–Föld irány) | 460–470 MHz 1. ÁLLANDÓHELYŰ 2. MOZGÓ 3. Műholdas meteorológia (űr–Föld irány) | 460–470 MHz 1. ÁLLANDÓHELYŰ 2. MOZGÓ 3. Műholdas meteorológia (űr–Föld irány) |
| 470–694 MHz 1. MŰSORSZÓRÁS | 470–512 MHz 1. MŰSORSZÓRÁS 2. Állandóhelyű 3. Mozgó | 470–585 MHz 1. ÁLLANDÓHELYŰ 2. MOZGÓ 3. MŰSORSZÓRÁS | 470–608 MHz 1. MŰSORSZÓRÁS 2. Földi mozgó |
| 470–694 MHz 1. MŰSORSZÓRÁS | 512–608 MHz 1. MŰSORSZÓRÁS | 470–585 MHz 1. ÁLLANDÓHELYŰ 2. MOZGÓ 3. MŰSORSZÓRÁS | 470–608 MHz 1. MŰSORSZÓRÁS 2. Földi mozgó |
| 470–694 MHz 1. MŰSORSZÓRÁS | 585–610 MHz 1. ÁLLANDÓHELYŰ 2. MOZGÓ 3. MŰSORSZÓRÁS 4. RÁDIÓNAVIGÁCIÓ | | 470–608 MHz 1. MŰSORSZÓRÁS 2. Földi mozgó |
| 470–694 MHz 1. MŰSORSZÓRÁS | 608–614 MHz 1. RÁDIÓCSILLAGÁSZAT 2. Műholdas mozgó, a műholdas légi mozgó (Föld–űr irány) kivételével | 608–614 MHz 1. MŰSORSZÓRÁS 2. Földi mozgó 3. Rádiócsillagászat | |
| 470–694 MHz 1. MŰSORSZÓRÁS | 608–614 MHz 1. RÁDIÓCSILLAGÁSZAT 2. Műholdas mozgó, a műholdas légi mozgó (Föld–űr irány) kivételével | 608–614 MHz 1. MŰSORSZÓRÁS 2. Földi mozgó 3. Rádiócsillagászat | 610–890 MHz 1. ÁLLANDÓHELYŰ 2. MOZGÓ 3. MŰSORSZÓRÁS |
| 470–694 MHz 1. MŰSORSZÓRÁS | 614–698 MHz 1. MŰSORSZÓRÁS 2. Állandóhelyű 3. Mozgó | 614–694 MHz 1. MŰSORSZÓRÁS 2. Földi mozgó | |
| 694–790 MHz 1. MOZGÓ, a légi mozgó kivételével 2. MŰSORSZÓRÁS | 614–698 MHz 1. MŰSORSZÓRÁS 2. Állandóhelyű 3. Mozgó | 694–790 MHz 1. MOZGÓ, a légi mozgó kivételével 2. MŰSORSZÓRÁS | |
| 694–790 MHz 1. MOZGÓ, a légi mozgó kivételével 2. MŰSORSZÓRÁS | 698–806 MHz 1. MOZGÓ 2. MŰSORSZÓRÁS 3. Állandóhelyű | 694–790 MHz 1. MOZGÓ, a légi mozgó kivételével 2. MŰSORSZÓRÁS | |
| 790–862 MHz 1. ÁLLANDÓHELYŰ 2. MOZGÓ, a légi mozgó kivételével 3. MŰSORSZÓRÁS | 790–862 MHz 1. ÁLLANDÓHELYŰ 2. MOZGÓ, a légi mozgó kivételével 3. MŰSORSZÓRÁS | | |
| 790–862 MHz 1. ÁLLANDÓHELYŰ 2. MOZGÓ, a légi mozgó kivételével 3. MŰSORSZÓRÁS | 790–862 MHz 1. ÁLLANDÓHELYŰ 2. MOZGÓ, a légi mozgó kivételével 3. MŰSORSZÓRÁS | 806–890 MHz 1. ÁLLANDÓHELYŰ 2. MOZGÓ 3. MŰSORSZÓRÁS | |
| 862–890 MHz 1. ÁLLANDÓHELYŰ 2. MOZGÓ, a légi mozgó kivételével 3. MŰSORSZÓRÁS | 862–890 MHz 1. ÁLLANDÓHELYŰ 2. MOZGÓ, a légi mozgó kivételével | | |
| 890–942 MHz 1. ÁLLANDÓHELYŰ 2. MOZGÓ, a légi mozgó kivételével 3. MŰSORSZÓRÁS 4. Rádiólokáció | 890–902 MHz 1. ÁLLANDÓHELYŰ 2. MOZGÓ, a légi mozgó kivételével 3. Rádiólokáció | 890–942 MHz 1. ÁLLANDÓHELYŰ 2. MOZGÓ 3. MŰSORSZÓRÁS 4. Rádiólokáció | 890–942 MHz 1. ÁLLANDÓHELYŰ 2. MOZGÓ, a légi mozgó kivételével 3. Rádiólokáció |
| 890–942 MHz 1. ÁLLANDÓHELYŰ 2. MOZGÓ, a légi mozgó kivételével 3. MŰSORSZÓRÁS 4. Rádiólokáció | 902–928 MHz 1. ÁLLANDÓHELYŰ 2. Amatőr 3. Mozgó, a légi mozgó kivételével 4. Rádiólokáció | 890–942 MHz 1. ÁLLANDÓHELYŰ 2. MOZGÓ 3. MŰSORSZÓRÁS 4. Rádiólokáció | 890–942 MHz 1. ÁLLANDÓHELYŰ 2. MOZGÓ, a légi mozgó kivételével 3. Rádiólokáció |
| 890–942 MHz 1. ÁLLANDÓHELYŰ 2. MOZGÓ, a légi mozgó kivételével 3. MŰSORSZÓRÁS 4. Rádiólokáció | 928–942 MHz 1. ÁLLANDÓHELYŰ 2. MOZGÓ, a légi mozgó kivételével 3. Rádiólokáció | 890–942 MHz 1. ÁLLANDÓHELYŰ 2. MOZGÓ 3. MŰSORSZÓRÁS 4. Rádiólokáció | 890–942 MHz 1. ÁLLANDÓHELYŰ 2. MOZGÓ, a légi mozgó kivételével 3. Rádiólokáció |
| 942–960 MHz 1. ÁLLANDÓHELYŰ 2. MOZGÓ, a légi mozgó kivételével 3. MŰSORSZÓRÁS | 942–960 MHz 1. ÁLLANDÓHELYŰ 2. MOZGÓ | 942–960 MHz 1. ÁLLANDÓHELYŰ 2. MOZGÓ 3. MŰSORSZÓRÁS | 942–960 MHz 1. ÁLLANDÓHELYŰ 2. MOZGÓ, a légi mozgó kivételével |
| 960–1164 MHz 1. (R) LÉGI MOZGÓ 2. LÉGI RÁDIÓNAVIGÁCIÓ | 960–1164 MHz 1. (R) LÉGI MOZGÓ 2. LÉGI RÁDIÓNAVIGÁCIÓ | 960–1164 MHz 1. (R) LÉGI MOZGÓ 2. LÉGI RÁDIÓNAVIGÁCIÓ | 960–1087,7 MHz 1. (R) LÉGI MOZGÓ 2. LÉGI RÁDIÓNAVIGÁCIÓ |
| 960–1164 MHz 1. (R) LÉGI MOZGÓ 2. LÉGI RÁDIÓNAVIGÁCIÓ | 960–1164 MHz 1. (R) LÉGI MOZGÓ 2. LÉGI RÁDIÓNAVIGÁCIÓ | 960–1164 MHz 1. (R) LÉGI MOZGÓ 2. LÉGI RÁDIÓNAVIGÁCIÓ | 1087,7–1092,3 MHz 1. (R) LÉGI MOZGÓ 2. MŰHOLDAS (R) LÉGI MOZGÓ (Föld–űr irány) 3. LÉGI RÁDIÓNAVIGÁCIÓ |
| 960–1164 MHz 1. (R) LÉGI MOZGÓ 2. LÉGI RÁDIÓNAVIGÁCIÓ | 960–1164 MHz 1. (R) LÉGI MOZGÓ 2. LÉGI RÁDIÓNAVIGÁCIÓ | 960–1164 MHz 1. (R) LÉGI MOZGÓ 2. LÉGI RÁDIÓNAVIGÁCIÓ | 1092,3–1164 MHz 1. (R) LÉGI MOZGÓ 2. LÉGI RÁDIÓNAVIGÁCIÓ |
| 1164–1215 MHz 1. LÉGI RÁDIÓNAVIGÁCIÓ 2. MŰHOLDAS RÁDIÓNAVIGÁCIÓ (űr–Föld irány) (űr–űr irány) | 1164–1215 MHz 1. LÉGI RÁDIÓNAVIGÁCIÓ 2. MŰHOLDAS RÁDIÓNAVIGÁCIÓ (űr–Föld irány) (űr–űr irány) | 1164–1215 MHz 1. LÉGI RÁDIÓNAVIGÁCIÓ 2. MŰHOLDAS RÁDIÓNAVIGÁCIÓ (űr–Föld irány) (űr–űr irány) | 1164–1215 MHz 1. LÉGI RÁDIÓNAVIGÁCIÓ 2. MŰHOLDAS RÁDIÓNAVIGÁCIÓ (űr–Föld irány) (űr–űr irány) |
| 1215–1240 MHz 1. MŰHOLDAS FÖLD-KUTATÁS (aktív) 2. RÁDIÓLOKÁCIÓ 3. RÁDIÓNAVIGÁCIÓ 4. MŰHOLDAS RÁDIÓNAVIGÁCIÓ (űr–Föld irány) (űr–űr irány) 5. ŰRKUTATÁS (aktív)                                                | 1215–1240 MHz 1. MŰHOLDAS FÖLD-KUTATÁS (aktív) 2. RÁDIÓLOKÁCIÓ 3. RÁDIÓNAVIGÁCIÓ 4. MŰHOLDAS RÁDIÓNAVIGÁCIÓ (űr–Föld irány) (űr–űr irány) 5. ŰRKUTATÁS (aktív)                                                                                              | 1215–1240 MHz 1. MŰHOLDAS FÖLD-KUTATÁS (aktív) 2. RÁDIÓLOKÁCIÓ 3. RÁDIÓNAVIGÁCIÓ 4. MŰHOLDAS RÁDIÓNAVIGÁCIÓ (űr–Föld irány) (űr–űr irány) 5. ŰRKUTATÁS (aktív)                                                                                              | 1215–1240 MHz 1. MŰHOLDAS FÖLD-KUTATÁS (aktív) 2. RÁDIÓLOKÁCIÓ 3. RÁDIÓNAVIGÁCIÓ 4. MŰHOLDAS RÁDIÓNAVIGÁCIÓ (űr–Föld irány) (űr–űr irány) 5. ŰRKUTATÁS (aktív) |
| 1240–1300 MHz 1. MŰHOLDAS FÖLD-KUTATÁS (aktív) 2. RÁDIÓLOKÁCIÓ 3. RÁDIÓNAVIGÁCIÓ 4. MŰHOLDAS RÁDIÓNAVIGÁCIÓ (űr–Föld irány) (űr–űr irány) 5. ŰRKUTATÁS (aktív) 6. Amatőr                                      | 1240–1300 MHz 1. MŰHOLDAS FÖLD-KUTATÁS (aktív) 2. RÁDIÓLOKÁCIÓ 3. RÁDIÓNAVIGÁCIÓ 4. MŰHOLDAS RÁDIÓNAVIGÁCIÓ (űr–Föld irány) (űr–űr irány) 5. ŰRKUTATÁS (aktív) 6. Amatőr                                                                                    | 1240–1300 MHz 1. MŰHOLDAS FÖLD-KUTATÁS (aktív) 2. RÁDIÓLOKÁCIÓ 3. RÁDIÓNAVIGÁCIÓ 4. MŰHOLDAS RÁDIÓNAVIGÁCIÓ (űr–Föld irány) (űr–űr irány) 5. ŰRKUTATÁS (aktív) 6. Amatőr                                                                                    | 1240–1300 MHz 1. MŰHOLDAS FÖLD-KUTATÁS (aktív) 2. RÁDIÓLOKÁCIÓ 3. RÁDIÓNAVIGÁCIÓ 4. MŰHOLDAS RÁDIÓNAVIGÁCIÓ (űr–Föld irány) (űr–űr irány) 5. ŰRKUTATÁS (aktív) 6. Amatőr |
| 1300–1350 MHz 1. RÁDIÓLOKÁCIÓ 2. LÉGI RÁDIÓNAVIGÁCIÓ 3. MŰHOLDAS RÁDIÓNAVIGÁCIÓ (Föld–űr irány) | 1300–1350 MHz 1. RÁDIÓLOKÁCIÓ 2. LÉGI RÁDIÓNAVIGÁCIÓ 3. MŰHOLDAS RÁDIÓNAVIGÁCIÓ (Föld–űr irány) | 1300–1350 MHz 1. RÁDIÓLOKÁCIÓ 2. LÉGI RÁDIÓNAVIGÁCIÓ 3. MŰHOLDAS RÁDIÓNAVIGÁCIÓ (Föld–űr irány) | 1300–1350 MHz 1. RÁDIÓLOKÁCIÓ 2. LÉGI RÁDIÓNAVIGÁCIÓ 3. MŰHOLDAS RÁDIÓNAVIGÁCIÓ (Föld–űr irány) |
| 1350–1400 MHz 1. ÁLLANDÓHELYŰ 2. MOZGÓ 3. RÁDIÓLOKÁCIÓ | 1350–1400 MHz 1. RÁDIÓLOKÁCIÓ | 1350–1400 MHz 1. RÁDIÓLOKÁCIÓ | 1350–1370 MHz 1. ÁLLANDÓHELYŰ 2. MOZGÓ 3. RÁDIÓLOKÁCIÓ |
| 1350–1400 MHz 1. ÁLLANDÓHELYŰ 2. MOZGÓ 3. RÁDIÓLOKÁCIÓ | 1350–1400 MHz 1. RÁDIÓLOKÁCIÓ | 1350–1400 MHz 1. RÁDIÓLOKÁCIÓ | 1370–1400 MHz 1. ÁLLANDÓHELYŰ 2. MOZGÓ 3. RÁDIÓLOKÁCIÓ 4. Műholdas Föld-kutatás (passzív) 5. Űrkutatás (passzív) |
| 1400–1427 MHz 1. MŰHOLDAS FÖLD-KUTATÁS (passzív) 2. RÁDIÓCSILLAGÁSZAT 3. ŰRKUTATÁS (passzív) | 1400–1427 MHz 1. MŰHOLDAS FÖLD-KUTATÁS (passzív) 2. RÁDIÓCSILLAGÁSZAT 3. ŰRKUTATÁS (passzív) | 1400–1427 MHz 1. MŰHOLDAS FÖLD-KUTATÁS (passzív) 2. RÁDIÓCSILLAGÁSZAT 3. ŰRKUTATÁS (passzív) | 1400–1427 MHz 1. MŰHOLDAS FÖLD-KUTATÁS (passzív) 2. RÁDIÓCSILLAGÁSZAT 3. ŰRKUTATÁS (passzív) |
| 1427–1429 MHz 1. ŰRBELI ÜZEMELTETÉS (Föld–űr irány) 2. ÁLLANDÓHELYŰ 3. MOZGÓ, a légi mozgó kivételével | 1427–1429 MHz 1. ŰRBELI ÜZEMELTETÉS (Föld–űr irány) 2. ÁLLANDÓHELYŰ 3. MOZGÓ, a légi mozgó kivételével | 1427–1429 MHz 1. ŰRBELI ÜZEMELTETÉS (Föld–űr irány) 2. ÁLLANDÓHELYŰ 3. MOZGÓ, a légi mozgó kivételével | 1427–1429 MHz 1. ŰRBELI ÜZEMELTETÉS (Föld–űr irány) 2. ÁLLANDÓHELYŰ 3. MOZGÓ, a légi mozgó kivételével |
| 1429–1452 MHz 1. ÁLLANDÓHELYŰ 2. MOZGÓ, a légi mozgó kivételével | 1429–1452 MHz 1. ÁLLANDÓHELYŰ 2. MOZGÓ | 1429–1452 MHz 1. ÁLLANDÓHELYŰ 2. MOZGÓ | 1429–1452 MHz 1. ÁLLANDÓHELYŰ 2. MOZGÓ, a légi mozgó kivételével |
| 1452–1492 MHz 1. ÁLLANDÓHELYŰ 2. MOZGÓ, a légi mozgó kivételével 3. MŰSORSZÓRÁS 4. MŰHOLDAS MŰSORSZÓRÁS | 1452–1492 MHz 1. ÁLLANDÓHELYŰ 2. MOZGÓ 3. MŰSORSZÓRÁS 4. MŰHOLDAS MŰSORSZÓRÁS | 1452–1492 MHz 1. ÁLLANDÓHELYŰ 2. MOZGÓ 3. MŰSORSZÓRÁS 4. MŰHOLDAS MŰSORSZÓRÁS | 1452–1492 MHz 1. ÁLLANDÓHELYŰ 2. MOZGÓ, a légi mozgó kivételével 3. MŰSORSZÓRÁS 4. MŰHOLDAS MŰSORSZÓRÁS |
| 1492–1518 MHz 1. ÁLLANDÓHELYŰ 2. MOZGÓ, a légi mozgó kivételével | 1492–1518 MHz 1. ÁLLANDÓHELYŰ 2. MOZGÓ | 1492–1518 MHz 1. ÁLLANDÓHELYŰ 2. MOZGÓ | 1492–1518 MHz 1. ÁLLANDÓHELYŰ 2. MOZGÓ, a légi mozgó kivételével |
| 1518–1525 MHz 1. ÁLLANDÓHELYŰ 2. MOZGÓ, a légi mozgó kivételével 3. MŰHOLDAS MOZGÓ (űr–Föld irány) | 1518–1525 MHz 1. ÁLLANDÓHELYŰ 2. MOZGÓ 3. MŰHOLDAS MOZGÓ (űr–Föld irány) | 1518–1525 MHz 1. ÁLLANDÓHELYŰ 2. MOZGÓ 3. MŰHOLDAS MOZGÓ (űr–Föld irány) | 1518–1525 MHz 1. ÁLLANDÓHELYŰ 2. MOZGÓ, a légi mozgó kivételével 3. MŰHOLDAS MOZGÓ (űr–Föld irány) |
| 1525–1530 MHz 1. ŰRBELI ÜZEMELTETÉS (űr–Föld irány) 2. ÁLLANDÓHELYŰ 3. MŰHOLDAS MOZGÓ (űr–Föld irány) 4. Műholdas Föld-kutatás 5. Mozgó, a légi mozgó kivételével                                             | 1525–1530 MHz 1. ŰRBELI ÜZEMELTETÉS (űr–Föld irány) 2. MŰHOLDAS MOZGÓ (űr–Föld irány) 3. Műholdas Föld-kutatás 4. Állandóhelyű 5. Mozgó | 1525–1530 MHz 1. ŰRBELI ÜZEMELTETÉS (űr–Föld irány) 2. ÁLLANDÓHELYŰ 3. MŰHOLDAS MOZGÓ (űr–Föld irány) 4. Műholdas Föld-kutatás 5. Mozgó | 1525–1530 MHz 1. ŰRBELI ÜZEMELTETÉS (űr–Föld irány) 2. ÁLLANDÓHELYŰ 3. MŰHOLDAS MOZGÓ (űr–Föld irány) 4. Műholdas Föld-kutatás 5. Mozgó, a légi mozgó kivételével |
| 1530–1535 MHz 1. ŰRBELI ÜZEMELTETÉS (űr–Föld irány) 2. MŰHOLDAS MOZGÓ (űr–Föld irány) 3. Műholdas Föld-kutatás 4. Állandóhelyű 5. Mozgó, a légi mozgó kivételével                                             | 1530–1535 MHz 1. ŰRBELI ÜZEMELTETÉS (űr–Föld irány) 2. MŰHOLDAS MOZGÓ (űr–Föld irány) 3. Műholdas Föld-kutatás 4. Állandóhelyű 5. Mozgó | 1530–1535 MHz 1. ŰRBELI ÜZEMELTETÉS (űr–Föld irány) 2. MŰHOLDAS MOZGÓ (űr–Föld irány) 3. Műholdas Föld-kutatás 4. Állandóhelyű 5. Mozgó | 1530–1535 MHz 1. ŰRBELI ÜZEMELTETÉS (űr–Föld irány) 2. MŰHOLDAS MOZGÓ (űr–Föld irány) 3. Műholdas Föld-kutatás 4. Állandóhelyű 5. Mozgó, a légi mozgó kivételével |
| 1535–1559 MHz 1. MŰHOLDAS MOZGÓ (űr–Föld irány) | 1535–1559 MHz 1. MŰHOLDAS MOZGÓ (űr–Föld irány) | 1535–1559 MHz 1. MŰHOLDAS MOZGÓ (űr–Föld irány) | 1535–1559 MHz 1. MŰHOLDAS MOZGÓ (űr–Föld irány) |
| 1559–1610 MHz 1. LÉGI RÁDIÓNAVIGÁCIÓ 2. MŰHOLDAS RÁDIÓNAVIGÁCIÓ (űr–Föld irány) (űr–űr irány) | 1559–1610 MHz 1. LÉGI RÁDIÓNAVIGÁCIÓ 2. MŰHOLDAS RÁDIÓNAVIGÁCIÓ (űr–Föld irány) (űr–űr irány) | 1559–1610 MHz 1. LÉGI RÁDIÓNAVIGÁCIÓ 2. MŰHOLDAS RÁDIÓNAVIGÁCIÓ (űr–Föld irány) (űr–űr irány) | 1559–1610 MHz 1. LÉGI RÁDIÓNAVIGÁCIÓ 2. MŰHOLDAS RÁDIÓNAVIGÁCIÓ (űr–Föld irány) (űr–űr irány) |
| 1610–1610,6 MHz 1. MŰHOLDAS MOZGÓ (Föld–űr irány) 2. LÉGI RÁDIÓNAVIGÁCIÓ | 1610–1610,6 MHz 1. MŰHOLDAS MOZGÓ (Föld–űr irány) 2. LÉGI RÁDIÓNAVIGÁCIÓ 3. MŰHOLDAS RÁDIÓMEGHATÁROZÁS (Föld–űr irány) | 1610–1610,6 MHz 1. MŰHOLDAS MOZGÓ (Föld–űr irány) 2. LÉGI RÁDIÓNAVIGÁCIÓ 3. Műholdas rádiómeghatározás (Föld–űr irány) | 1610–1610,6 MHz 1. MŰHOLDAS MOZGÓ (Föld–űr irány) 2. MŰHOLDAS (R) LÉGI MOZGÓ 3. LÉGI RÁDIÓNAVIGÁCIÓ 4. Műholdas rádiómeghatározás (Föld–űr irány) |
| 1610,6–1613,8 MHz 1. MŰHOLDAS MOZGÓ (Föld–űr irány) 2. RÁDIÓCSILLAGÁSZAT 3. LÉGI RÁDIÓNAVIGÁCIÓ | 1610,6–1613,8 MHz 1. MŰHOLDAS MOZGÓ (Föld–űr irány) 2. RÁDIÓCSILLAGÁSZAT 3. LÉGI RÁDIÓNAVIGÁCIÓ 4. MŰHOLDAS RÁDIÓMEGHATÁROZÁS (Föld–űr irány) | 1610,6–1613,8 MHz 1. MŰHOLDAS MOZGÓ (Föld–űr irány) 2. RÁDIÓCSILLAGÁSZAT 3. LÉGI RÁDIÓNAVIGÁCIÓ 4. Műholdas rádiómeghatározás (Föld–űr irány) | 1610,6–1613,8 MHz 1. MŰHOLDAS MOZGÓ (Föld–űr irány) 2. MŰHOLDAS (R) LÉGI MOZGÓ 3. RÁDIÓCSILLAGÁSZAT 4. LÉGI RÁDIÓNAVIGÁCIÓ 5. Műholdas rádiómeghatározás (Föld–űr irány) |
| 1613,8–1621,35 MHz 1. MŰHOLDAS MOZGÓ (Föld–űr irány) 2. LÉGI RÁDIÓNAVIGÁCIÓ 3. Műholdas mozgó (űr–Föld irány)                                                                                                 | 1613,8–1621,35 MHz 1. MŰHOLDAS MOZGÓ (Föld–űr irány) 2. LÉGI RÁDIÓNAVIGÁCIÓ 3. MŰHOLDAS RÁDIÓMEGHATÁROZÁS (Föld–űr irány) 4. Műholdas mozgó (űr–Föld irány)                                                                                                 | 1613,8–1621,35 MHz 1. MŰHOLDAS MOZGÓ (Föld–űr irány) 2. LÉGI RÁDIÓNAVIGÁCIÓ 3. Műholdas mozgó (űr–Föld irány) 4. Műholdas rádiómeghatározás (Föld–űr irány)                                                                                                 | 1613,8–1621,35 MHz 1. MŰHOLDAS MOZGÓ (Föld–űr irány) 2. MŰHOLDAS (R) LÉGI MOZGÓ 3. LÉGI RÁDIÓNAVIGÁCIÓ 4. Műholdas mozgó (űr–Föld irány) 5. Műholdas rádiómeghatározás (Föld–űr irány)                                                                                                 |
| 1621,35–1626,5 MHz 1. MŰHOLDAS TENGERI MOZGÓ (űr–Föld irány) 2. MŰHOLDAS MOZGÓ (Föld–űr irány) 3. LÉGI RÁDIÓNAVIGÁCIÓ 4. Műholdas mozgó (űr-Föld irány), a műholdas tengeri mozgó (űr–Föld irány) kivételével | 1621,35–1626,5 MHz 1. MŰHOLDAS TENGERI MOZGÓ (űr–Föld irány) 2. MŰHOLDAS MOZGÓ (Föld–űr irány) 3. LÉGI RÁDIÓNAVIGÁCIÓ 4. MŰHOLDAS RÁDIÓMEGHATÁROZÁS (Föld–űr irány) 5. Műholdas mozgó (űr-Föld irány), a műholdas tengeri mozgó (űr–Föld irány) kivételével | 1621,35–1626,5 MHz 1. MŰHOLDAS TENGERI MOZGÓ (űr–Föld irány) 2. MŰHOLDAS MOZGÓ (Föld–űr irány) 3. LÉGI RÁDIÓNAVIGÁCIÓ 4. Műholdas mozgó (űr-Föld irány), a műholdas tengeri mozgó (űr–Föld irány) kivételével 5. Műholdas rádiómeghatározás (Föld–űr irány) | 1621,35–1626,5 MHz 1. MŰHOLDAS TENGERI MOZGÓ (űr–Föld irány) 2. MŰHOLDAS MOZGÓ (Föld–űr irány) 3. MŰHOLDAS (R) LÉGI MOZGÓ 4. LÉGI RÁDIÓNAVIGÁCIÓ 5. Műholdas mozgó (űr-Föld irány), a műholdas tengeri mozgó (űr–Föld irány) kivételével 6. Műholdas rádiómeghatározás (Föld–űr irány) |
| 1626,5–1660 MHz 1. MŰHOLDAS MOZGÓ (Föld–űr irány) | 1626,5–1660 MHz 1. MŰHOLDAS MOZGÓ (Föld–űr irány) | 1626,5–1660 MHz 1. MŰHOLDAS MOZGÓ (Föld–űr irány) | 1626,5–1660 MHz 1. MŰHOLDAS MOZGÓ (Föld–űr irány) |
| 1660–1660,5 MHz 1. MŰHOLDAS MOZGÓ (Föld–űr irány) 2. RÁDIÓCSILLAGÁSZAT | 1660–1660,5 MHz 1. MŰHOLDAS MOZGÓ (Föld–űr irány) 2. RÁDIÓCSILLAGÁSZAT | 1660–1660,5 MHz 1. MŰHOLDAS MOZGÓ (Föld–űr irány) 2. RÁDIÓCSILLAGÁSZAT | 1660–1660,5 MHz 1. MŰHOLDAS MOZGÓ (Föld–űr irány) 2. RÁDIÓCSILLAGÁSZAT |
| 1660,5–1668 MHz 1. RÁDIÓCSILLAGÁSZAT 2. ŰRKUTATÁS (passzív) 3. Állandóhelyű 4. Mozgó, a légi mozgó kivételével                                                                                                | 1660,5–1668 MHz 1. RÁDIÓCSILLAGÁSZAT 2. ŰRKUTATÁS (passzív) 3. Állandóhelyű 4. Mozgó, a légi mozgó kivételével | 1660,5–1668 MHz 1. RÁDIÓCSILLAGÁSZAT 2. ŰRKUTATÁS (passzív) 3. Állandóhelyű 4. Mozgó, a légi mozgó kivételével | 1660,5–1668 MHz 1. RÁDIÓCSILLAGÁSZAT 2. ŰRKUTATÁS (passzív) 3. Állandóhelyű 4. Mozgó, a légi mozgó kivételével |
| 1668–1668,4 MHz 1. MŰHOLDAS MOZGÓ (Föld–űr irány) 2. RÁDIÓCSILLAGÁSZAT 3. ŰRKUTATÁS (passzív) 4. Állandóhelyű 5. Mozgó, a légi mozgó kivételével                                                              | 1668–1668,4 MHz 1. MŰHOLDAS MOZGÓ (Föld–űr irány) 2. RÁDIÓCSILLAGÁSZAT 3. ŰRKUTATÁS (passzív) 4. Állandóhelyű 5. Mozgó, a légi mozgó kivételével | 1668–1668,4 MHz 1. MŰHOLDAS MOZGÓ (Föld–űr irány) 2. RÁDIÓCSILLAGÁSZAT 3. ŰRKUTATÁS (passzív) 4. Állandóhelyű 5. Mozgó, a légi mozgó kivételével | 1668–1668,4 MHz 1. MŰHOLDAS MOZGÓ (Föld–űr irány) 2. RÁDIÓCSILLAGÁSZAT 3. ŰRKUTATÁS (passzív) 4. Állandóhelyű 5. Mozgó, a légi mozgó kivételével |
| 1668,4–1670 MHz 1. METEOROLÓGIA 2. ÁLLANDÓHELYŰ 3. MOZGÓ, a légi mozgó kivételével 4. MŰHOLDAS MOZGÓ (Föld–űr irány) 5. RÁDIÓCSILLAGÁSZAT                                                                     | 1668,4–1670 MHz 1. METEOROLÓGIA 2. ÁLLANDÓHELYŰ 3. MOZGÓ, a légi mozgó kivételével 4. MŰHOLDAS MOZGÓ (Föld–űr irány) 5. RÁDIÓCSILLAGÁSZAT | 1668,4–1670 MHz 1. METEOROLÓGIA 2. ÁLLANDÓHELYŰ 3. MOZGÓ, a légi mozgó kivételével 4. MŰHOLDAS MOZGÓ (Föld–űr irány) 5. RÁDIÓCSILLAGÁSZAT | 1668,4–1670 MHz 1. METEOROLÓGIA 2. ÁLLANDÓHELYŰ 3. MOZGÓ, a légi mozgó kivételével 4. MŰHOLDAS MOZGÓ (Föld–űr irány) 5. RÁDIÓCSILLAGÁSZAT |
| 1670–1675 MHz 1. METEOROLÓGIA 2. ÁLLANDÓHELYŰ 3. MŰHOLDAS METEOROLÓGIA (űr–Föld irány) 4. MOZGÓ 5. MŰHOLDAS MOZGÓ (Föld–űr irány)                                                                             | 1670–1675 MHz 1. METEOROLÓGIA 2. ÁLLANDÓHELYŰ 3. MŰHOLDAS METEOROLÓGIA (űr–Föld irány) 4. MOZGÓ 5. MŰHOLDAS MOZGÓ (Föld–űr irány) | 1670–1675 MHz 1. METEOROLÓGIA 2. ÁLLANDÓHELYŰ 3. MŰHOLDAS METEOROLÓGIA (űr–Föld irány) 4. MOZGÓ 5. MŰHOLDAS MOZGÓ (Föld–űr irány) | 1670–1675 MHz 1. METEOROLÓGIA 2. ÁLLANDÓHELYŰ 3. MŰHOLDAS METEOROLÓGIA (űr–Föld irány) 4. MOZGÓ 5. MŰHOLDAS MOZGÓ (Föld–űr irány) |
| 1675–1690 MHz 1. METEOROLÓGIA 2. ÁLLANDÓHELYŰ 3. MŰHOLDAS METEOROLÓGIA (űr–Föld irány) 4. MOZGÓ, a légi mozgó kivételével                                                                                     | 1675–1690 MHz 1. METEOROLÓGIA 2. ÁLLANDÓHELYŰ 3. MŰHOLDAS METEOROLÓGIA (űr–Föld irány) 4. MOZGÓ, a légi mozgó kivételével | 1675–1690 MHz 1. METEOROLÓGIA 2. ÁLLANDÓHELYŰ 3. MŰHOLDAS METEOROLÓGIA (űr–Föld irány) 4. MOZGÓ, a légi mozgó kivételével | 1675–1690 MHz 1. METEOROLÓGIA 2. ÁLLANDÓHELYŰ 3. MŰHOLDAS METEOROLÓGIA (űr–Föld irány) 4. MOZGÓ, a légi mozgó kivételével |
| 1690–1700 MHz 1. METEOROLÓGIA 2. MŰHOLDAS METEOROLÓGIA (űr–Föld irány) 3. Állandóhelyű 4. Mozgó, a légi mozgó kivételével                                                                                     | 1690–1700 MHz 1. METEOROLÓGIA 2. MŰHOLDAS METEOROLÓGIA (űr–Föld irány) | 1690–1700 MHz 1. METEOROLÓGIA 2. MŰHOLDAS METEOROLÓGIA (űr–Föld irány) | 1690–1700 MHz 1. METEOROLÓGIA 2. MŰHOLDAS METEOROLÓGIA (űr–Föld irány) 3. Állandóhelyű 4. Mozgó, a légi mozgó kivételével |
| 1700–1710 MHz 1. ÁLLANDÓHELYŰ 2. MŰHOLDAS METEOROLÓGIA (űr–Föld irány) 3. MOZGÓ, a légi mozgó kivételével | 1700–1710 MHz 1. ÁLLANDÓHELYŰ 2. MŰHOLDAS METEOROLÓGIA (űr–Föld irány) 3. MOZGÓ, a légi mozgó kivételével | 1700–1710 MHz 1. ÁLLANDÓHELYŰ 2. MŰHOLDAS METEOROLÓGIA (űr–Föld irány) 3. MOZGÓ, a légi mozgó kivételével | 1700–1710 MHz 1. ÁLLANDÓHELYŰ 2. MŰHOLDAS METEOROLÓGIA (űr–Föld irány) 3. MOZGÓ, a légi mozgó kivételével |
| 1710–1930 MHz 1. ÁLLANDÓHELYŰ 2. MOZGÓ | 1710–1930 MHz 1. ÁLLANDÓHELYŰ 2. MOZGÓ | 1710–1930 MHz 1. ÁLLANDÓHELYŰ 2. MOZGÓ | 1710–1718,8 MHz 1. ÁLLANDÓHELYŰ 2. MOZGÓ |
| 1710–1930 MHz 1. ÁLLANDÓHELYŰ 2. MOZGÓ | 1710–1930 MHz 1. ÁLLANDÓHELYŰ 2. MOZGÓ | 1710–1930 MHz 1. ÁLLANDÓHELYŰ 2. MOZGÓ | 1718,8–1722,2 MHz 1. ÁLLANDÓHELYŰ 2. MOZGÓ 3. Rádiócsillagászat |
| 1710–1930 MHz 1. ÁLLANDÓHELYŰ 2. MOZGÓ | 1710–1930 MHz 1. ÁLLANDÓHELYŰ 2. MOZGÓ | 1710–1930 MHz 1. ÁLLANDÓHELYŰ 2. MOZGÓ | 1722,2–1930 MHz 1. ÁLLANDÓHELYŰ 2. MOZGÓ |
| 1930–1970 MHz 1. ÁLLANDÓHELYŰ 2. MOZGÓ | 1930–1970 MHz 1. ÁLLANDÓHELYŰ 2. MOZGÓ 3. Műholdas mozgó (Föld–űr irány) | 1930–1970 MHz 1. ÁLLANDÓHELYŰ 2. MOZGÓ | 1930–1970 MHz 1. ÁLLANDÓHELYŰ 2. MOZGÓ |
| 1970–1980 MHz 1. ÁLLANDÓHELYŰ 2. MOZGÓ | 1970–1980 MHz 1. ÁLLANDÓHELYŰ 2. MOZGÓ | 1970–1980 MHz 1. ÁLLANDÓHELYŰ 2. MOZGÓ | 1970–1980 MHz 1. ÁLLANDÓHELYŰ 2. MOZGÓ |
| 1980–2010 MHz 1. ÁLLANDÓHELYŰ 2. MOZGÓ 3. MŰHOLDAS MOZGÓ (Föld–űr irány) | 1980–2010 MHz 1. ÁLLANDÓHELYŰ 2. MOZGÓ 3. MŰHOLDAS MOZGÓ (Föld–űr irány) | 1980–2010 MHz 1. ÁLLANDÓHELYŰ 2. MOZGÓ 3. MŰHOLDAS MOZGÓ (Föld–űr irány) | 1980–2010 MHz 1. ÁLLANDÓHELYŰ 2. MOZGÓ 3. MŰHOLDAS MOZGÓ (Föld–űr irány) |
| 2010–2025 MHz 1. ÁLLANDÓHELYŰ 2. MOZGÓ | 2010–2025 MHz 1. ÁLLANDÓHELYŰ 2. MOZGÓ 3. MŰHOLDAS MOZGÓ (Föld–űr irány) | 2010–2025 MHz 1. ÁLLANDÓHELYŰ 2. MOZGÓ | 2010–2025 MHz 1. ÁLLANDÓHELYŰ 2. MOZGÓ |
| 2025–2110 MHz 1. ŰRBELI ÜZEMELTETÉS (Föld–űr irány) (űr–űr irány) 2. MŰHOLDAS FÖLD-KUTATÁS (Föld–űr irány) (űr–űr irány) 3. ÁLLANDÓHELYŰ 4. MOZGÓ 5. ŰRKUTATÁS (Föld–űr irány) (űr–űr irány)                  | 2025–2110 MHz 1. ŰRBELI ÜZEMELTETÉS (Föld–űr irány) (űr–űr irány) 2. MŰHOLDAS FÖLD-KUTATÁS (Föld–űr irány) (űr–űr irány) 3. ÁLLANDÓHELYŰ 4. MOZGÓ 5. ŰRKUTATÁS (Föld–űr irány) (űr–űr irány)                                                                | 2025–2110 MHz 1. ŰRBELI ÜZEMELTETÉS (Föld–űr irány) (űr–űr irány) 2. MŰHOLDAS FÖLD-KUTATÁS (Föld–űr irány) (űr–űr irány) 3. ÁLLANDÓHELYŰ 4. MOZGÓ 5. ŰRKUTATÁS (Föld–űr irány) (űr–űr irány)                                                                | 2025–2110 MHz 1. ŰRBELI ÜZEMELTETÉS (Föld–űr irány) (űr–űr irány) 2. MŰHOLDAS FÖLD-KUTATÁS (Föld–űr irány) (űr–űr irány) 3. ÁLLANDÓHELYŰ 4. MOZGÓ 5. ŰRKUTATÁS (Föld–űr irány) (űr–űr irány)                                                                                           |
| 2110–2120 MHz 1. ÁLLANDÓHELYŰ 2. MOZGÓ 3. ŰRKUTATÁS (távoli űr) (Föld–űr irány) | 2110–2120 MHz 1. ÁLLANDÓHELYŰ 2. MOZGÓ 3. ŰRKUTATÁS (távoli űr) (Föld–űr irány) | 2110–2120 MHz 1. ÁLLANDÓHELYŰ 2. MOZGÓ 3. ŰRKUTATÁS (távoli űr) (Föld–űr irány) | 2110–2120 MHz 1. ÁLLANDÓHELYŰ 2. MOZGÓ 3. ŰRKUTATÁS (távoli űr) (Föld–űr irány) |
| 2120–2160 MHz 1. ÁLLANDÓHELYŰ 2. MOZGÓ | 2120–2160 MHz 1. ÁLLANDÓHELYŰ 2. MOZGÓ 3. Műholdas mozgó (űr–Föld irány) | 2120–2160 MHz 1. ÁLLANDÓHELYŰ 2. MOZGÓ | 2120–2160 MHz 1. ÁLLANDÓHELYŰ 2. MOZGÓ |
| 2160–2170 MHz 1. ÁLLANDÓHELYŰ 2. MOZGÓ | 2160–2170 MHz 1. ÁLLANDÓHELYŰ 2. MOZGÓ 3. MŰHOLDAS MOZGÓ (űr–Föld irány) | 2160–2170 MHz 1. ÁLLANDÓHELYŰ 2. MOZGÓ | 2160–2170 MHz 1. ÁLLANDÓHELYŰ 2. MOZGÓ |
| 2170–2200 MHz 1. ÁLLANDÓHELYŰ 2. MOZGÓ 3. MŰHOLDAS MOZGÓ (űr–Föld irány) | 2170–2200 MHz 1. ÁLLANDÓHELYŰ 2. MOZGÓ 3. MŰHOLDAS MOZGÓ (űr–Föld irány) | 2170–2200 MHz 1. ÁLLANDÓHELYŰ 2. MOZGÓ 3. MŰHOLDAS MOZGÓ (űr–Föld irány) | 2170–2200 MHz 1. ÁLLANDÓHELYŰ 2. MOZGÓ 3. MŰHOLDAS MOZGÓ (űr–Föld irány) |
| 2200–2290 MHz 1. ŰRBELI ÜZEMELTETÉS (űr–Föld irány) (űr–űr irány) 2. MŰHOLDAS FÖLD-KUTATÁS (űr–Föld irány) (űr–űr irány) 3. ÁLLANDÓHELYŰ 4. MOZGÓ 5. ŰRKUTATÁS (űr–Föld irány) (űr–űr irány)                  | 2200–2290 MHz 1. ŰRBELI ÜZEMELTETÉS (űr–Föld irány) (űr–űr irány) 2. MŰHOLDAS FÖLD-KUTATÁS (űr–Föld irány) (űr–űr irány) 3. ÁLLANDÓHELYŰ 4. MOZGÓ 5. ŰRKUTATÁS (űr–Föld irány) (űr–űr irány)                                                                | 2200–2290 MHz 1. ŰRBELI ÜZEMELTETÉS (űr–Föld irány) (űr–űr irány) 2. MŰHOLDAS FÖLD-KUTATÁS (űr–Föld irány) (űr–űr irány) 3. ÁLLANDÓHELYŰ 4. MOZGÓ 5. ŰRKUTATÁS (űr–Föld irány) (űr–űr irány)                                                                | 2200–2290 MHz 1. ŰRBELI ÜZEMELTETÉS (űr–Föld irány) (űr–űr irány) 2. MŰHOLDAS FÖLD-KUTATÁS (űr–Föld irány) (űr–űr irány) 3. ÁLLANDÓHELYŰ 4. MOZGÓ 5. ŰRKUTATÁS (űr–Föld irány) (űr–űr irány)                                                                                           |
| 2290–2300 MHz 1. ÁLLANDÓHELYŰ 2. MOZGÓ, a légi mozgó kivételével 3. ŰRKUTATÁS (távoli űr) (űr–Föld irány) | 2290–2300 MHz 1. ÁLLANDÓHELYŰ 2. MOZGÓ, a légi mozgó kivételével 3. ŰRKUTATÁS (távoli űr) (űr–Föld irány) | 2290–2300 MHz 1. ÁLLANDÓHELYŰ 2. MOZGÓ, a légi mozgó kivételével 3. ŰRKUTATÁS (távoli űr) (űr–Föld irány) | 2290–2300 MHz 1. ÁLLANDÓHELYŰ 2. MOZGÓ, a légi mozgó kivételével 3. ŰRKUTATÁS (távoli űr) (űr–Föld irány) |
| 2300–2450 MHz 1. ÁLLANDÓHELYŰ 2. MOZGÓ 3. Amatőr 4. Rádiólokáció | 2300–2450 MHz 1. ÁLLANDÓHELYŰ 2. MOZGÓ 3. RÁDIÓLOKÁCIÓ 4. Amatőr | 2300–2450 MHz 1. ÁLLANDÓHELYŰ 2. MOZGÓ 3. RÁDIÓLOKÁCIÓ 4. Amatőr | 2300–2450 MHz 1. ÁLLANDÓHELYŰ 2. MOZGÓ 3. Amatőr 4. Rádiólokáció |
| 2450–2483,5 MHz 1. ÁLLANDÓHELYŰ 2. MOZGÓ 3. Rádiólokáció | 2450–2483,5 MHz 1. ÁLLANDÓHELYŰ 2. MOZGÓ 3. RÁDIÓLOKÁCIÓ | 2450–2483,5 MHz 1. ÁLLANDÓHELYŰ 2. MOZGÓ 3. RÁDIÓLOKÁCIÓ | 2450–2483,5 MHz 1. ÁLLANDÓHELYŰ 2. MOZGÓ 3. Rádiólokáció |
| 2483,5–2500 MHz 1. ÁLLANDÓHELYŰ 2. MOZGÓ 3. MŰHOLDAS MOZGÓ (űr–Föld irány) 4. MŰHOLDAS RÁDIÓMEGHATÁROZÁS (űr–Föld irány) 5. Rádiólokáció                                                                      | 2483,5–2500 MHz 1. ÁLLANDÓHELYŰ 2. MOZGÓ 3. MŰHOLDAS MOZGÓ (űr–Föld irány) 4. RÁDIÓLOKÁCIÓ 5. MŰHOLDAS RÁDIÓMEGHATÁROZÁS (űr–Föld irány) | 2483,5–2500 MHz 1. ÁLLANDÓHELYŰ 2. MOZGÓ 3. MŰHOLDAS MOZGÓ (űr–Föld irány) 4. RÁDIÓLOKÁCIÓ 5. MŰHOLDAS RÁDIÓMEGHATÁROZÁS (űr–Föld irány) | 2483,5–2500 MHz 1. ÁLLANDÓHELYŰ 2. MOZGÓ 3. MŰHOLDAS MOZGÓ (űr–Föld irány) 4. MŰHOLDAS RÁDIÓMEGHATÁROZÁS (űr–Föld irány) 5. Rádiólokáció |
| 2500–2520 MHz 1. ÁLLANDÓHELYŰ 2. MOZGÓ, a légi mozgó kivételével | 2500–2520 MHz 1. ÁLLANDÓHELYŰ 2. MŰHOLDAS ÁLLANDÓHELYŰ (űr–Föld irány) 3. MOZGÓ, a légi mozgó kivételével | 2500–2520 MHz 1. ÁLLANDÓHELYŰ 2. MŰHOLDAS ÁLLANDÓHELYŰ (űr–Föld irány) 3. MOZGÓ, a légi mozgó kivételével 4. MŰHOLDAS MOZGÓ (űr–Föld irány) | 2500–2520 MHz 1. ÁLLANDÓHELYŰ 2. MOZGÓ, a légi mozgó kivételével |
| 2520–2655 MHz 1. ÁLLANDÓHELYŰ 2. MOZGÓ, a légi mozgó kivételével 3. MŰHOLDAS MŰSORSZÓRÁS | 2520–2655 MHz 1. ÁLLANDÓHELYŰ 2. MŰHOLDAS ÁLLANDÓHELYŰ (űr–Föld irány) 3. MOZGÓ, a légi mozgó kivételével 4. MŰHOLDAS MŰSORSZÓRÁS | 2520–2535 MHz 1. ÁLLANDÓHELYŰ 2. MŰHOLDAS ÁLLANDÓHELYŰ (űr–Föld irány) 3. MOZGÓ, a légi mozgó kivételével 4. MŰHOLDAS MŰSORSZÓRÁS | 2520–2640 MHz 1. ÁLLANDÓHELYŰ 2. MOZGÓ, a légi mozgó kivételével 3. MŰHOLDAS MŰSORSZÓRÁS |
| 2520–2655 MHz 1. ÁLLANDÓHELYŰ 2. MOZGÓ, a légi mozgó kivételével 3. MŰHOLDAS MŰSORSZÓRÁS | 2520–2655 MHz 1. ÁLLANDÓHELYŰ 2. MŰHOLDAS ÁLLANDÓHELYŰ (űr–Föld irány) 3. MOZGÓ, a légi mozgó kivételével 4. MŰHOLDAS MŰSORSZÓRÁS | 2535–2655 MHz 1. ÁLLANDÓHELYŰ 2. MOZGÓ, a légi mozgó kivételével 3. MŰHOLDAS MŰSORSZÓRÁS | 2520–2640 MHz 1. ÁLLANDÓHELYŰ 2. MOZGÓ, a légi mozgó kivételével 3. MŰHOLDAS MŰSORSZÓRÁS |
| 2520–2655 MHz 1. ÁLLANDÓHELYŰ 2. MOZGÓ, a légi mozgó kivételével 3. MŰHOLDAS MŰSORSZÓRÁS | 2520–2655 MHz 1. ÁLLANDÓHELYŰ 2. MŰHOLDAS ÁLLANDÓHELYŰ (űr–Föld irány) 3. MOZGÓ, a légi mozgó kivételével 4. MŰHOLDAS MŰSORSZÓRÁS | 2640–2655 MHz 1. ÁLLANDÓHELYŰ 2. MOZGÓ, a légi mozgó kivételével 3. MŰHOLDAS MŰSORSZÓRÁS 4. Műholdas Föld-kutatás (passzív) 5. Űrkutatás (passzív) | |
| 2655–2670 MHz 1. ÁLLANDÓHELYŰ 2. MOZGÓ, a légi mozgó kivételével 3. MŰHOLDAS MŰSORSZÓRÁS 4. Műholdas Föld-kutatás (passzív) 5. Rádiócsillagászat 6. Űrkutatás (passzív)                                       | 2655–2670 MHz 1. ÁLLANDÓHELYŰ 2. MŰHOLDAS ÁLLANDÓHELYŰ (Föld–űr irány) (űr–Föld irány) 3. MOZGÓ, a légi mozgó kivételével 4. MŰHOLDAS MŰSORSZÓRÁS 5. Műholdas Föld-kutatás (passzív) 6. Rádiócsillagászat 7. Űrkutatás (passzív)                            | 2655–2670 MHz 1. ÁLLANDÓHELYŰ 2. MŰHOLDAS ÁLLANDÓHELYŰ (Föld–űr irány) 3. MOZGÓ, a légi mozgó kivételével 4. MŰHOLDAS MŰSORSZÓRÁS 5. Műholdas Föld-kutatás (passzív) 6. Rádiócsillagászat 7. Űrkutatás (passzív)                                            | 2655–2670 MHz 1. ÁLLANDÓHELYŰ 2. MOZGÓ, a légi mozgó kivételével 3. MŰHOLDAS MŰSORSZÓRÁS 4. Műholdas Föld-kutatás (passzív) 5. Rádiócsillagászat 6. Űrkutatás (passzív) |
| 2670–2690 MHz 1. ÁLLANDÓHELYŰ 2. MOZGÓ, a légi mozgó kivételével 3. Műholdas Föld-kutatás (passzív) 4. Rádiócsillagászat 5. Űrkutatás (passzív)                                                               | 2670–2690 MHz 1. ÁLLANDÓHELYŰ 2. MŰHOLDAS ÁLLANDÓHELYŰ (Föld–űr irány) (űr–Föld irány) 3. MOZGÓ, a légi mozgó kivételével 4. Műholdas Föld-kutatás (passzív) 5. Rádiócsillagászat 6. Űrkutatás (passzív)                                                    | 2670–2690 MHz 1. ÁLLANDÓHELYŰ 2. MŰHOLDAS ÁLLANDÓHELYŰ (Föld–űr irány) 3. MOZGÓ, a légi mozgó kivételével 4. MŰHOLDAS MOZGÓ (Föld–űr irány) 5. Műholdas Föld-kutatás (passzív) 6. Rádiócsillagászat 7. Űrkutatás (passzív)                                  | 2670–2690 MHz 1. ÁLLANDÓHELYŰ 2. MOZGÓ, a légi mozgó kivételével 3. Műholdas Föld-kutatás (passzív) 4. Rádiócsillagászat 5. Űrkutatás (passzív) |
| 2690–2700 MHz 1. MŰHOLDAS FÖLD-KUTATÁS (passzív) 2. RÁDIÓCSILLAGÁSZAT 3. ŰRKUTATÁS (passzív) | 2690–2700 MHz 1. MŰHOLDAS FÖLD-KUTATÁS (passzív) 2. RÁDIÓCSILLAGÁSZAT 3. ŰRKUTATÁS (passzív) | 2690–2700 MHz 1. MŰHOLDAS FÖLD-KUTATÁS (passzív) 2. RÁDIÓCSILLAGÁSZAT 3. ŰRKUTATÁS (passzív) | 2690–2700 MHz 1. MŰHOLDAS FÖLD-KUTATÁS (passzív) 2. RÁDIÓCSILLAGÁSZAT 3. ŰRKUTATÁS (passzív) |
| 2700–2900 MHz 1. LÉGI RÁDIÓNAVIGÁCIÓ 2. Rádiólokáció | 2700–2900 MHz 1. LÉGI RÁDIÓNAVIGÁCIÓ 2. Rádiólokáció | 2700–2900 MHz 1. LÉGI RÁDIÓNAVIGÁCIÓ 2. Rádiólokáció | 2700–2900 MHz 1. LÉGI RÁDIÓNAVIGÁCIÓ 2. Rádiólokáció |
| 2900–3100 MHz 1. RÁDIÓLOKÁCIÓ 2. RÁDIÓNAVIGÁCIÓ | 2900–3100 MHz 1. RÁDIÓLOKÁCIÓ 2. RÁDIÓNAVIGÁCIÓ | 2900–3100 MHz 1. RÁDIÓLOKÁCIÓ 2. RÁDIÓNAVIGÁCIÓ | 2900–3100 MHz 1. RÁDIÓLOKÁCIÓ 2. RÁDIÓNAVIGÁCIÓ |